# NGC 94
NGC 94 è una galassia lenticolare situata in direzione della costellazione di Andromeda alla distanza di 244 milioni di anni luce. Fu scoperta da Guillaume Bigourdan nel novembre 1884.
Le dimensioni sono stimate in 50.000 anni luce di diametro.
La vicina galassia lenticolare PGC 1670567 è probabilmente legata gravitazionalmente.